# У глухому куті
«У глухому куті» (англ. Deadlocked) — трилер.

## Сюжет
Коли молодого чорношкірого юнака Демонда Дойла звинуватили в зґвалтуванні і вбивстві білої жінки, його батько Джейкоб взявся сам захищати сина в суді. Але, відчувши, що смертного вироку не уникнути, Джейкоб захопив присяжних і суддю в заручники і пред'явив ультиматум. Якщо прокурор Нед Старк, який вів цю справу, протягом 24 годин не доведе невинність Демонда, всі заручники будуть убиті. Зрозумівши, що Джейкоб не відступить, Старк починає заново розслідувати вже «розкрите» вбивство. Але термін, відпущений ультиматумом, стрімко спливає, і шансів на те, що заручники залишаться в живих залишається все менше. А тим часом спецназ звиклий без зайвих роздумів відкривати вогонь, готується до штурму.

## У ролях
- Девід Карузо — Нед Старк
- Чарльз С. Даттон — Джейкоб Дойл
- Джо Д. Джонз — Демонд Дойл
- Джон Фінн — Джек Фіскю
- Діего Вальраф — сержант Делюкка
- Малкольм Стюарт — Річард Кастелмор
- Майкл Томлінсон — Баррі Ламберт
- Том Батлер — Александр Хемптон
- Кімберлі Хоторн — містер Теннісон
- Бейб Долан — місіс Секстон
- Гайл Фрейзер — Квентін
- Оскар Гонсалвес — Октавіо
- Карін Коновал — місіс Новало
- Дон Маккей — Форест